# Verdura
Verdura – rzeka na południu Sycylii, we Włoszech. Wypływa z jeziora Favara, i uchodzi do Morza Śródziemnego przy Torre Verdura, pomiędzy miastami Sciacca a Ribera.